# Lista de nomes bíblicos começando com A
Esta é uma lista de nomes bíblicos começando com A, ou seja, uma lista contendo os nomes de personagens bíblicos, históricos ou não, cujo nome comum se inicie pela letra "A".
- Abba – Pai[1][2][3][4][5][6]
- Abadom – o destruidor [6][7][8][9]
- Abdi – meu servo [10][11][12][13]
- Abdiel – Servo de Deus [13][14][15]
- Abel – segundo filho de Adão e Eva[13]
- Abigail
- Abimael
- Abner
- Acabe
- Aclia Irmã e Mulher de Seth citada no Livro Apocrifo
- Acsa filha de Calebe
- Ada
- Adão
- Adoram
- Almodá
- Alnodad
- Amaleque
- Anamim
- Aolibama
- Apolo
- Arã
- Arfachad
- Aser
- Asquenaz
- Assur
- Avila
- Azarmaveth
- Arão

## Abdeel
Em Jeremias 36:26, Abdeel (Ab'dēel) ("Servo de do Deus Altíssimo"), pai de Selemias, um dos três homens que foram comandados pelo rei Jeoaquim para prender o profeta e seu secretário e escrivão Baruque. A Septuaginta omite este nome.

## Abiail
Abiel é o nome de vários indivíduos mencionados na Bíblia, tanto homens quanto mulheres:
- Um descendente de Merari e pai de Zuriel.(Números 3:35)
- Um dos chefes da Tribo de Rubem.(I Crônicas 5:14)
- Abiail (sobrinha de Davi), filha de Eliabe, o irmão mais velho de Davi. Casou-se com Davi e teve um filho, Jerimote, cuja filha, Maalate, casou-se com Roboão, filho de Salomão.
- Abiail, esposa de Abisur, com quem teve dois filhos, Abã e Molide.(I Crônicas 2:29)
- O pai de Ester.(Ester 2:15)

## Abias
Abias é o nome de oito indivíduos da Bíblia.

## Abiel
Abiel é o nome de vários indivíduos mencionados na Bíblia:
- Filho de Zeror, da tribo de Benjamim, e era o avô do rei Saul e de seu comandante Abner. (1 Samuel 9)
- Um arbatita, um dos poderosos guerreiros do rei Davi que ficou conhecido por sua bravura (I Crônicas 11:32).

## Abisua
Abisua é o nome de dois indivíduos mencionados na Bíblia:
- Abisue, sumo sacerdote, filho de Fineias, filho de Eleazar, filho de Aarão.
- Um dos nove filhos de Bela, filho de Benjamim.(I Crônicas 8:1–5)

## Acã
Acã (em hebraico: אקאן) em Gênesis 36:27 é um filho de Ezer e neto de Seir, o horeu. Em I Crônicas 1:42 ele é chamado de Jaacã. O nome Acã aparece pela segunda vez em Josué 7:1, da tribo de Judá, filho de Carmi. Este homem roubou, junto com seus filhos, uma capa babilônica, e ouros preciosos, o que fez com que Israel perdesse a batalha contra a cidade de Ai, mas acabou sendo descoberto por Josué, quando Deus revelou que havia um traidor no meio deles.

## Acsa
Acsa era filha de Calebe, dada a casamento a Otniel, seu primo, em recompensa por ter destruído e tomado para Israel a cidade de Quiriate-Sefer, seu marido viria a ser o primeiro juiz de Israel depois da morte de Josué.

## Adbeel
Adbeel, Nadbeel ou Idiba'ilu, foi o terceiro, dos doze filhos de Ismael (Gênesis 25:13). O nome Adbeel é associado com o nome pessoal e no nordeste da Arábia é conhecido como Idiba'ilu, que Tiglate-Pileser conquistou no oitavo século. (Kenneth A. Mathews, 2005, p. 361)

## Aías
Aías foi o nome de duas pessoas na Bíblia:
- Pai de Rispa, concubina do rei Saul
- Pai de Baasa e descendente de Isaccar (na verdade fazia parte da tribo de Isaccar).

## Alva
Em Gênesis 36:40, Alva é um chefe de Edom e descendente de Esaú. Em I Crônicas 1:51 ele é chamado Aliá. Provavelmente o mesmo que Alvã, ou Aã, filho de Sobal, filho de Seir (Gênesis 36:23; I Crônicas 1:40).

## Alvã
Em Gênesis 36:23, Alvã é o filho mais velho de Sobal, um descendente de Seir, horeu. Em I Crônicas 1:40 ele é chamado Aliã.

## Aminidabe
Foi um dos filhos do Rei Saul, foi morto junto com o pai e os irmãos, menos Esbaal e Isbosete, que veio a ser assassinado logo depois. Depois é mencionado em I Crônicas.

## Aná
No Livro do Gênesis, há dois homens e uma mulher chamados Aná.
- Em Gênesis 36:2,14,18,25, Aná é filha de Zibeão, e sua filha Oolibama é uma mulher de Esaú.
- Em Gênesis 36:20,29 e I Crônicas 1:38, Aná é filho de Seir e um irmão de Zibeão chefe dos horeus. Algumas autoridades afirmam que este é um nome tribal, não um nome pessoal.
- Em Gênesis 36:24 e I Crônicas 1:40–41, Aná é filho de Zibeão, e é famoso pela descoberta de fontes termais.

Alteração: Na verdade a Aná em Gênesis 36:2,14,18,25 mencionada acima é o mesma que a Aná, filha de Zibeão, no versículo 24. Nos versículos 2 e 14 é dito: "Oolibama, filha de Aná, filha de Zibeão o heveu". Alguns ficam confusos com este texto e acreditam que ele está dizendo que Aná é filha de Zibeão. No versículo 24 diz claramente que os dois filhos de Zibeão eram Aiá e Aná. Como o texto original não tem uma palavra literal de "neta", a palavra "bate" foi usada nos dois casos. Mas esta frase está declarando que Oolibama é a filha de Aná e "neta" de Zibeão, não que Aná é filha de Zibeão.

## Aner
1. Um chefe cananeu, que se juntou suas forças com as de Abraão em busca de Quedorlaomer (Gênesis 14:13, Gênesis 14:24).
2. A cidade de Manassés dada aos levitas da família de Coate (I Crônicas 6:55).

## Arde
Arde (em hebraico: ארד) foi o décimo filho de Benjamim, conforme em Gênesis 46:21. É relativamente incomum entre os nomes hebraicos terminar em um grupo de duas consoantes em vez de um segolado.

## Areli
Areli era um filho de Gade, segundo Gênesis 46:16 e Números 26:17. Ele foi uma das 70 pessoas que migraram para o Egito com Jacó.

## Arodi
Arodi ou Arod (em hebraico: ערוד) era um filho de Gade, segundo Gênesis 46:16 e Números 26:17. Ele foi uma das 70 pessoas que migraram para o Egito com Jacó.

## Asbel
Asbel (em hebraico: אשבל, cujo significado é "fluir") é o terceiro dos dez filhos de Benjamim, referido em Gênesis 46:21. Ele fundou a tribo de asbelitas.